# Гендт
Гендт (нід. Gendt) — місто в нідерландській провінції Гелдерланд. Входить до муніципалітету Лінгевард.
Його площа становить 12,64км².
Права міста отримало 1233 року. До 2001 року мало статус окремого муніципалітету.

## Галерея

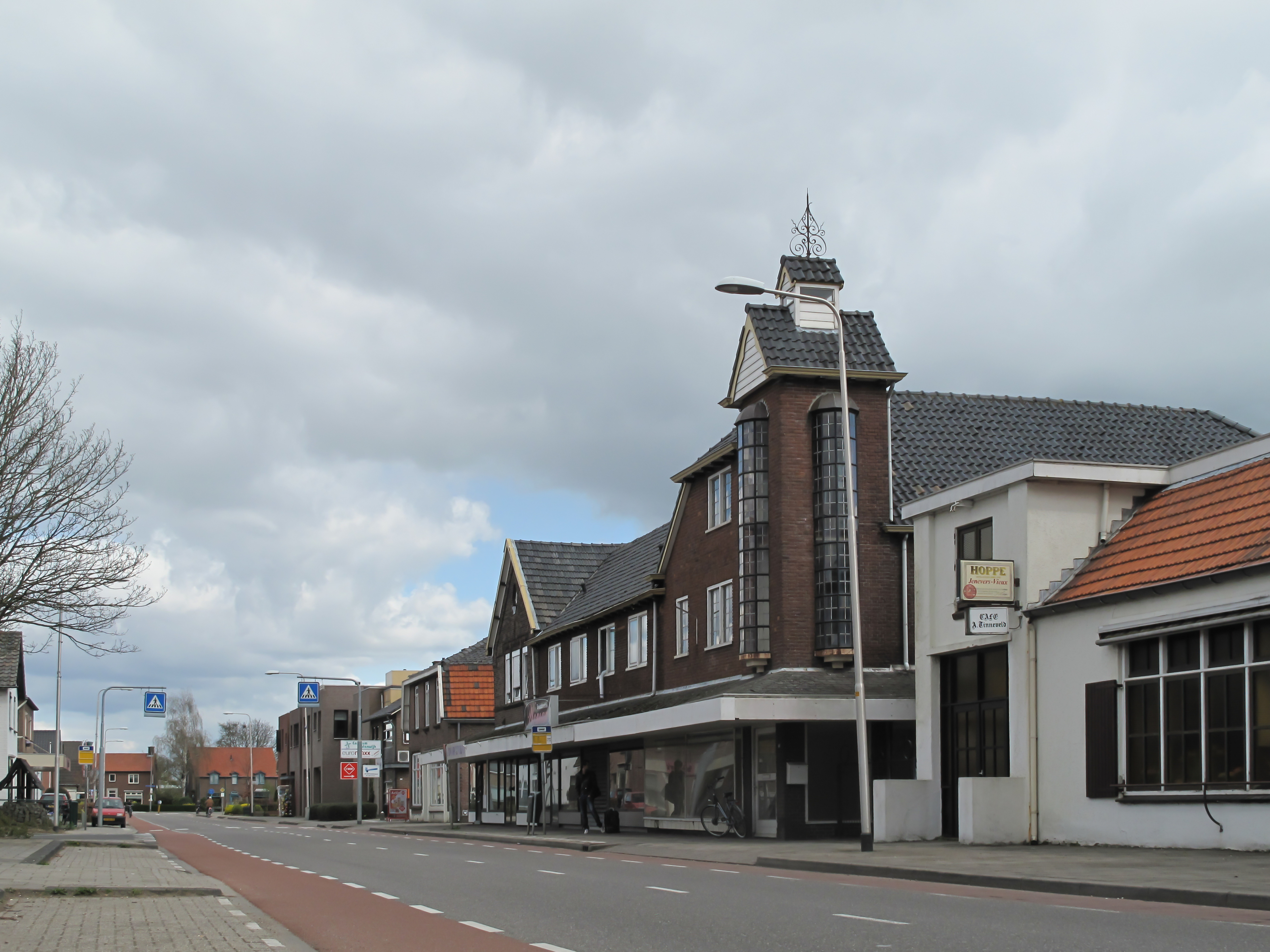
Головна міська міста
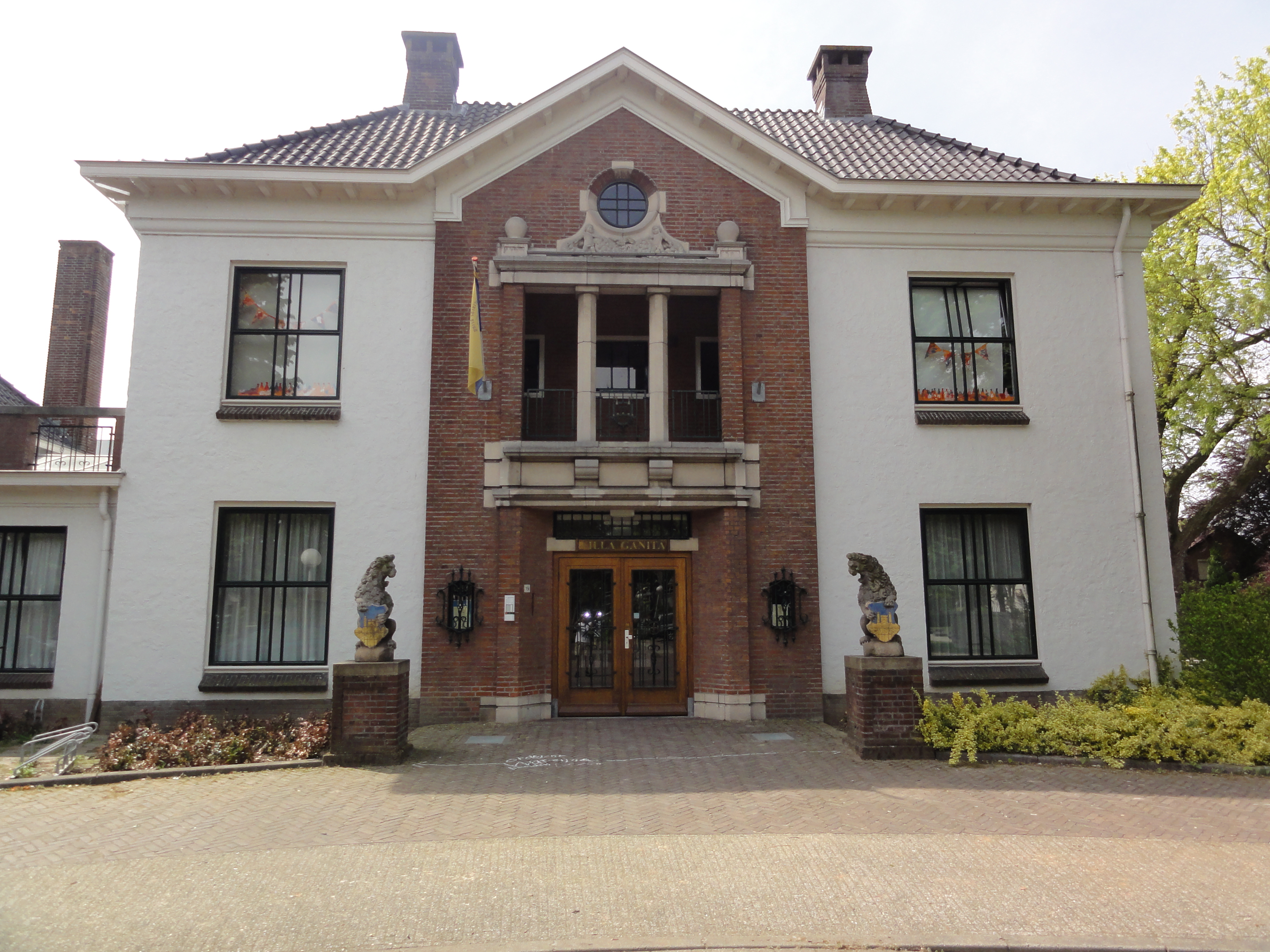
Приміщення колишньої мерії
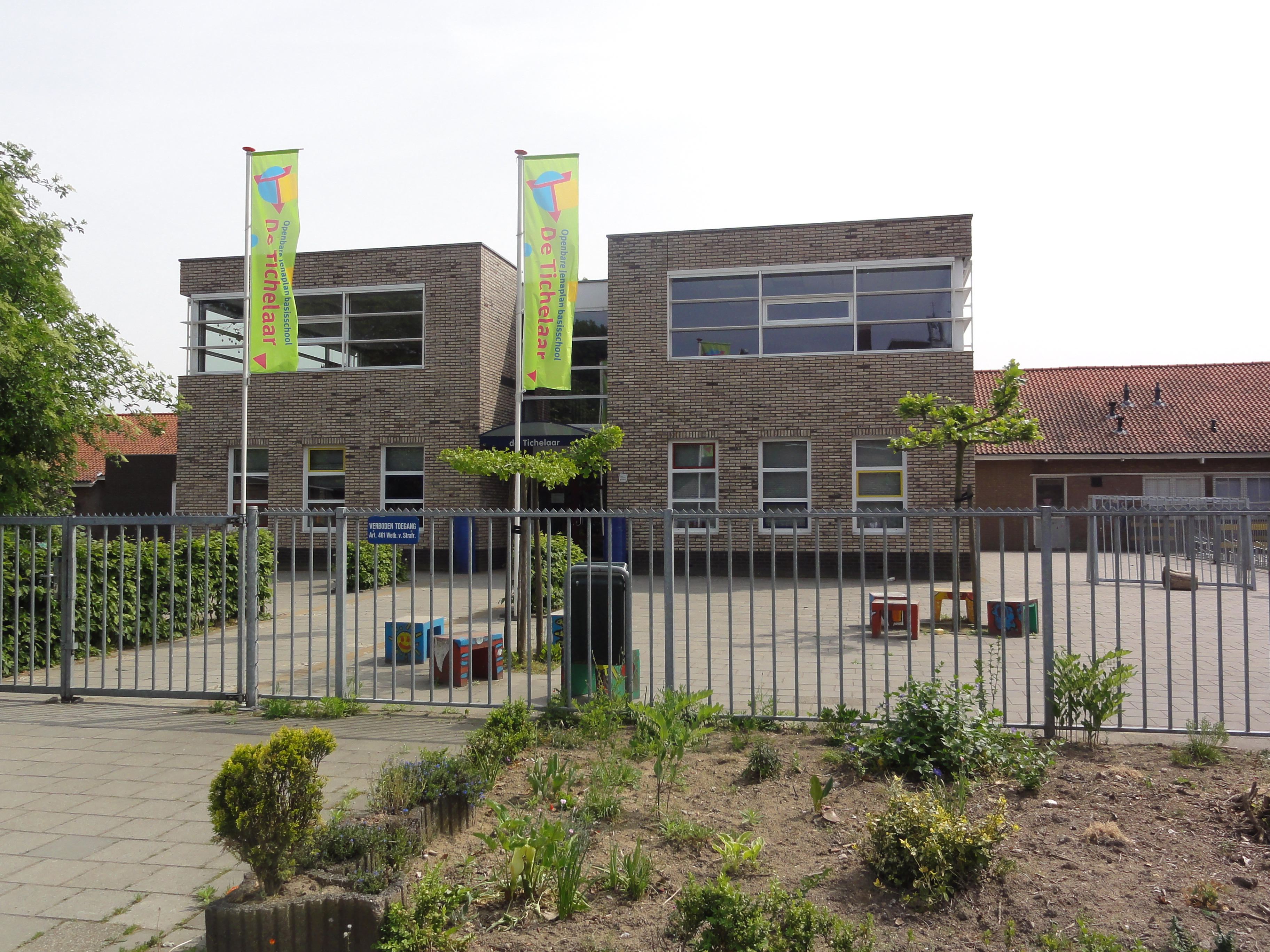
Будівля початкової школи
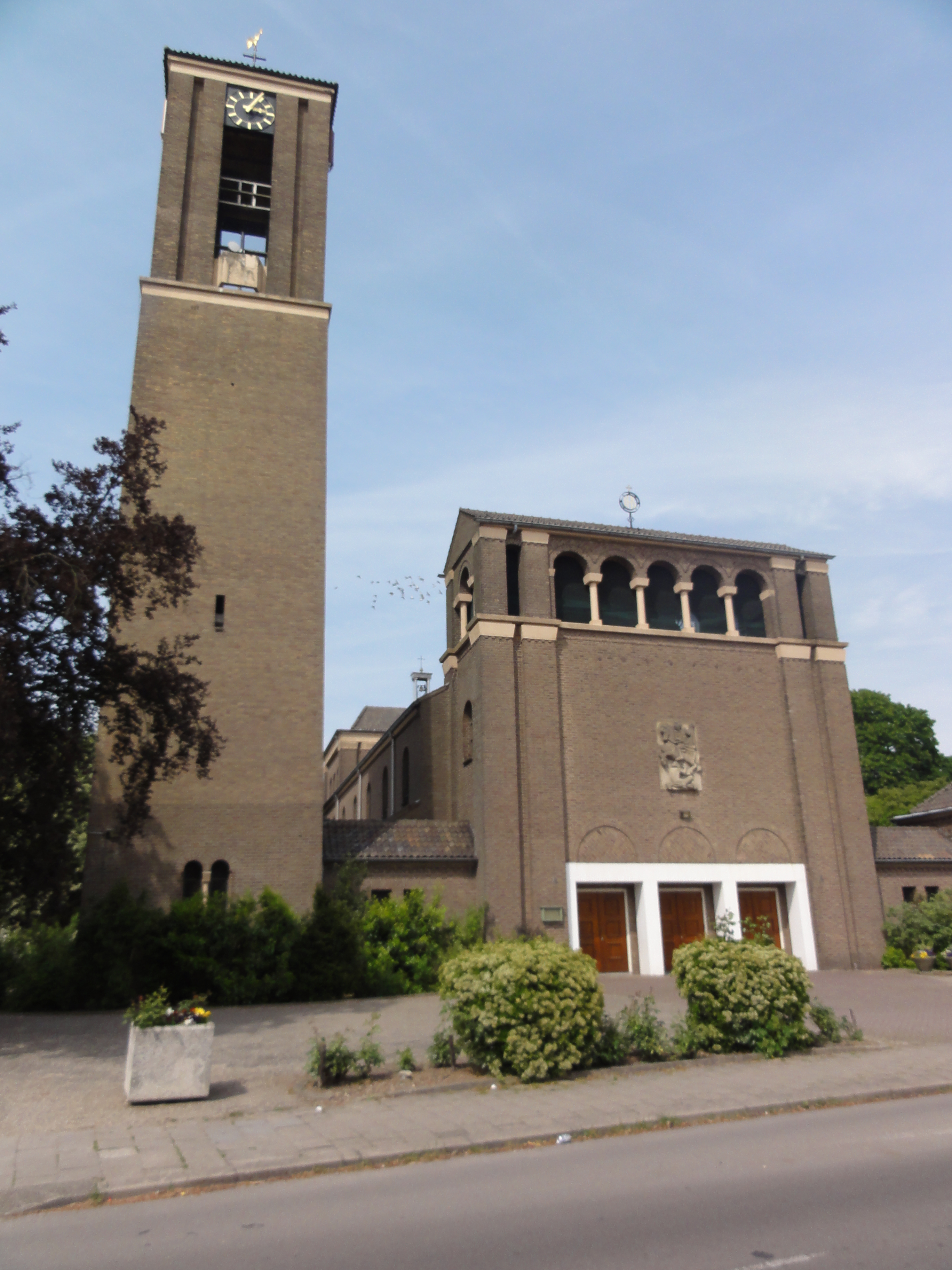
Колишня католицька церква
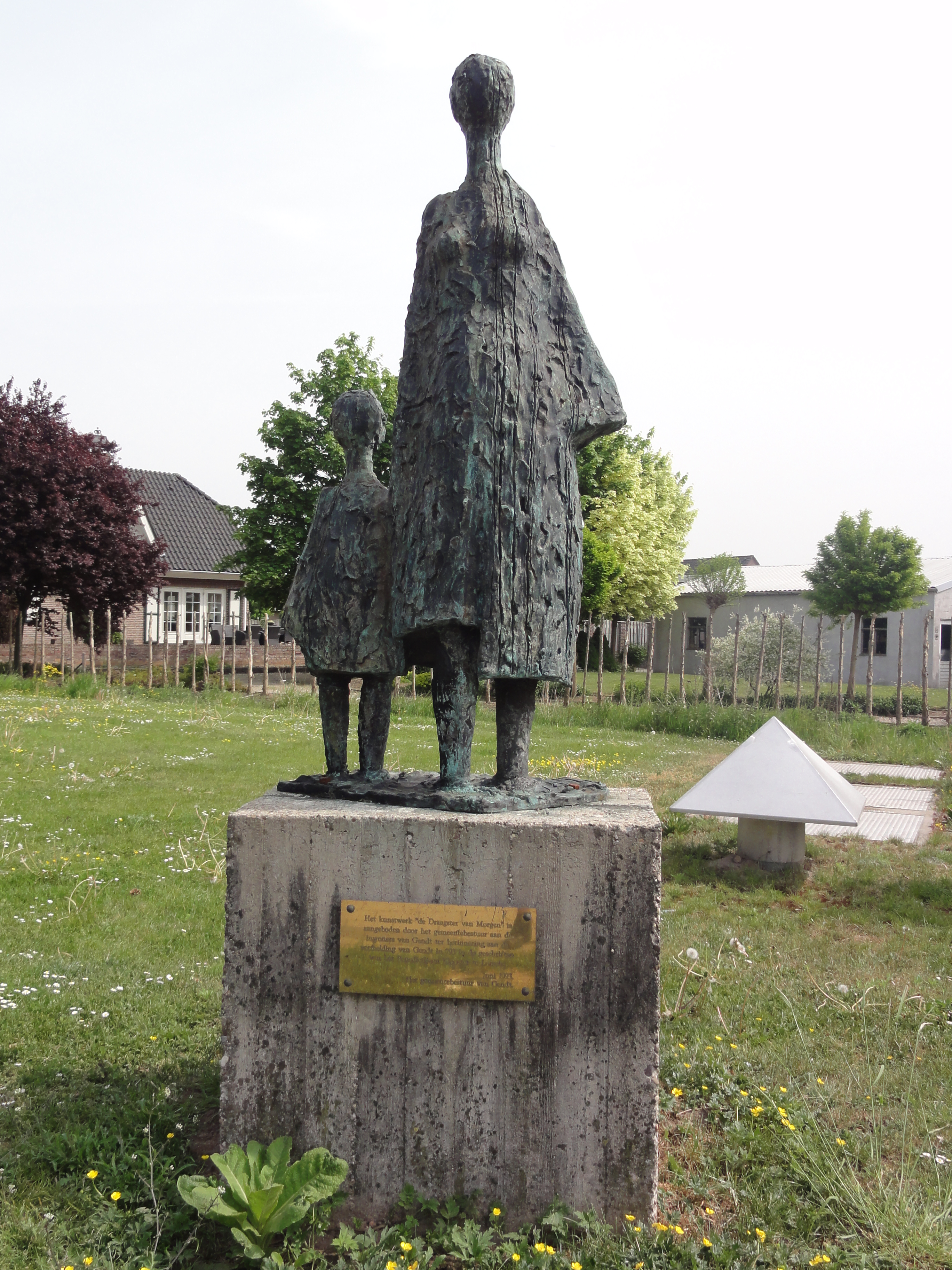
Скульптура у місті